# Братский корпус Знаменского монастыря
Братский корпус Знаменского монастыря — одно из зданий бывшего Знаменского монастыря в Москве (улица Варварка, 8б)
Здание было построено в 1681 году. В ходе многочисленных перестроек Братский корпус потерял свой первоначальный облик. В XIX веке здание стало четырёхэтажным и почти закрыло собой вид на монастырский собор. Фасад, выходящий на Варварку, был оформлен в стиле эклектики с элементами русского стиля, а задний фасад и вовсе был лишён декора. После упразднения монастыря в 1920 году в здании помещались квартиры и начальная школа.
Во время проектирования гостиницы «Россия» было решено отреставрировать все самые интересные и ценные из сохранённых памятников архитектуры Зарядья. В ходе реставрации в 1960-х годах (авторы — И. Казакевич, Е. Жаворонкова) здание было освобождено от позднейших наслоений. Оно было уменьшено в длине и в высоте, благодаря чему открылся вид с улицы на собор, и теперь не примыкает вплотную к Варварке. Наружные лестницы во двор и высокие кровли с дымниками были восстановлены по аналогам.
После реставрации в Братском корпусе разместилось Московское городское отделение Всероссийского общества охраны памятников истории и культуры. Ныне здание принадлежит Русской православной церкви.